# Playa de Matabungkay
Playa de Matabungkay Es una playa de arena blanca razonablemente accesible a Manila en Filipinas (a 120 km más o menos de la capital del país) que originalmente fue "descubierta"  un fin de semana en una excursión en la década de 1950, presuntamente a manos de temporadistas residentes alemanes de Manila. De hecho, el club alemán tenía una casa allí entonces. Pronto fue un objetivo popular para los vacacionistas y casas permanentes (incluso las casas de playa de lujo) fueron construidos a lo largo de la línea de playa (y un poco en la playa) a principios de 1960 para la gente pudiente de Manila.
Tiene un pequeño arrecife de coral a unos 50 metros de la línea de marea baja en el centro de la cala que desvía las ondas entrantes muy bien. En la actualidad es un destino popular durante la temporada de verano filipina (abril a junio) cuando se llena rápidamente de gente.